# Casino Royale (film, 2006)
Casino Royale je 21. film ze série o Jamesi Bondovi a zároveň první bondovka, ve které hraje Daniel Craig agenta MI6.
Předlohou filmu se stal román Casino Royale z roku 1953 od Iana Fleminga. Původní román upravili scenáristé Neal Purvis, Robert Wadem a Paul Haggis. Režíroval Martin Campbell. Tento film je třetí adaptací prvního románu o Jamesi Bondovi, který byl nejdříve zpracován jako televizní epizoda v roce 1954 a poté jako parodie v roce 1967. Nicméně film z roku 2006 je jedinou „oficiální“ adaptací Flemingova románu – jedinou od EON Productions.
Casino Royale byl vytvořen společností EON Productions pro Metro-Goldwyn-Mayer a Columbia Pictures.

## Přijetí
Výběr hlavního představitele Jamese Bonda se postaral o polemiku – někteří fanoušci Pierce Brosnana vyhrožovali protestním bojkotem filmu. Mohlo se ovšem jednat o marketingovou kampaň producentů předcházející uvedení filmu do kin ve smyslu negativní reklamy, která je také reklamou. Nicméně film a obzvláště výkon Daniela Craiga si vysloužil uznání kritiky. Craig se v podstatě vrátil ke stylu, jakým Bonda hrál Sean Connery. Jeho začínajícímu agentovi je jedno, jaké pití pije, a pro ránu nejde daleko. Jedná emotivněji, než jsou diváci u Bonda zvyklí, dokonce se do své partnerky zamiluje.
Casino Royale je trochu jiná bondovka, která si vedle pozitivního ohlasu kritiky našla i vděčné diváky. Znamenala oživení, které podle mnohých stagnující série potřebovala. Postaral se o to stejný režisér, který Bonda uvedl do 90. let – Martin Campbell, tvůrce Zlatého oka.
Casino Royale je zároveň úvodním filmem nové série bondovek, jedná se o jakýsi restart (remake) celé série. Casino Royale je novou adaptací bondovského příběhu, kterou nelze považovat za pokračování filmové série, která započala filmem Dr. No. a byla zakončena snímkem Dnes neumírej.

## Děj
Ve své misi agent 007 cestuje na Madagaskar za mezinárodním teroristou Mollakem. Při pronásledování Bond Mollaka zabije a zničí přitom část ambasády. Z Mollakova mobilního telefonu zjistí, že tento muž telefonoval s Alexem Dimitriosem, spolupracovníkem účetního mezinárodní teroristické organizace, který je známý jako Le Chiffre. Bond se přesune na Bahamy a svede Solange, Dimitriosovu ženu. Právě když Dimitrios Solange volá, Bond se dozví, že její manžel odlétá do Miami. Bond ho tam následuje a překazí Chiffrovy plány na zničení prototypu letadla Skyfleet. Účetnímu tak vznikne velká ztráta, protože sázel na to, že letoun bude zničen.
Nyní tedy musí Le Chiffre získat zpět peníze pro své klienty. Rozhodne se zkusit své štěstí v Casinu Royale v Černé Hoře. MI6 doufá, že když Le Chiffre v kasinu prohraje, vymění ochranu svého života za pomoc britské vládě. Do hry vysílá Bonda. Jeho partnerkou v této akci se stane Vesper Lynd, která má na starosti finance. Hra se ovšem nakonec vyvíjí poněkud jinak, než Bond a Vesper očekávali.

## Natáčení
Natáčení začalo 30. ledna 2006 a skončilo 21. července 2006. Film byl natočen převážně ve filmových ateliérech Barrandov, dále na několika lokacích v České republice (např. na Lokti, v Karlových Varech), na Bahamách, v Itálii, Německu a Británii. Po natočení příslušných sekvencí se celá produkce tradičně vrátila do Pinewood Studios, kde bylo natáčení dokončeno. Jedna lokace, o které se nikde nikdo nezmiňuje, je také v Mladé Boleslavi. Ve scéně, kdy se Bond a Vesper přesouvají do hotelu po příjezdu do Černé Hory, je za okny auta dobře vidět průjezd Palackého ulicí, okolo Komerční banky, Městského divadla, gymnázia a potom okolo sokolovny dále ulicí Husova, podél výstaviště.

## Obsazení
| Daniel Craig       | James Bond        |
| Eva Green          | Vesper Lynd       |
| Mads Mikkelsen     | Le Chiffre        |
| Judi Dench         | M                 |
| Jeffrey Wright     | Felix Leiter      |
| Giancarlo Giannini | Rene Mathis       |
| Caterina Murino    | Solange Dimitrios |
| Simon Abkarian     | Alex Dimitrios    |
| Isaach de Bankolé  | Steven Obanno     |
| Jesper Christensen | Mr. White         |
| Ivana Miličević    | Valenka           |
| Sébastien Foucan   | Mollaka           |
| Ludger Pistor      | Mendel            |
| Claudio Santamaria | Carlos            |

## Automobily ve filmu
- Aston Martin DBS
- Aston Martin DB5 — známý typ Aston Martina z roku 1964, který se objevil již v dalších bondovkách (Goldfinger, Thunderball, GoldenEye a Tomorrow Never Dies)
- Škoda Octavia černohorské policie — scéna při schůzce s Matizem v Černé Hoře (Loket nad Ohří)

## Premiéra
Film Casino Royale měl premiéru na dvou místech zároveň, a to Odeon Leicester Square a The Empire v Londýně, 14. listopadu 2006. Premiéry se zúčastnila i královna Alžběta II. za doprovodu vévody z Edinburghu.

## Ocenění
- British Academy of Film and television Arts Awards – Nejlepší zvuk (2006)
- Orange Rising Star Award – Eva Green
- nominace na osm cen BAFTA, včetně Alexander Korda Award za nejlepší britský film roku, nejlepší scénář a Anthony Asquith Award za nejlepší filmovou hudbu, nejlepší kinematografii, nejlepší úpravu, nejlepší navržení produkce, nejlepší úspěch se speciálními vizuálními efekty, nejlepší herec (Daniel Craig)
- Evening Standard British film Award – Nejlepší herec – Daniel Craig
- Excellence in Production Design Award
- International Press Academy Satellite Award – Nejlepší původní skladba – Chris Cornell – You Know My Name
- nominace na pět cen Saturn Awards – nejlepší akční/dobrodružný/thriller film, nejlepší herec (Daniel Craig), nejlepší doprovodná herečka (Eva Green), nejlepší scénář, nejlepší hudba
- mnoho dalších nominací a cen za scénář, úpravu filmu, vizuální efekty, navržení produkce
- Taurus World Stunt Awards – Gary Powell, Ben Cooke, Kai Martin, Marvin Stewart-Campbell, Adam Kirley

## Soundtrack
Vydán 14. listopadu 2006 společností Sony Classical. Hudbu složil David Arnold.
Ústřední píseň s názvem You Know My Name složil a nazpíval Chris Cornell. Tato skladba nebyla vydána na soundtracku k filmu, ale zvlášť jako singl.